# Campeonato Mundial de Atletismo Júnior de 2012 - 400 m feminino
A prova dos 400 metros rasos feminino do Campeonato Mundial de Atletismo Júnior de 2012 ocorreu entre os dias 11 e 13 de julho em Barcelona, na Espanha. 

## Recordes
Antes desta competição, os recordes mundiais e do campeonato nesta prova eram os seguintes:
|     | Nome        | Nacionalidade | Tempo | Local   | Data                 |
| --- | ----------- | ------------- | ----- | ------- | -------------------- |
| WJR | Grit Breuer | Alemanha      | 49.42 | Tóquio  | 27 de agosto de 1991 |
| CR  | Fatima Yusu | Nigéria       | 50.62 | Plovdiv | 10 de agosto de 1990 |

Os seguintes recordes mundiais ou do campeonato foram estabelecidos durante esta competição: 
| Data        | Evento | Nome           | Nacionalidade  | Tempo | Notas                 |
| ----------- | ------ | -------------- | -------------- | ----- | --------------------- |
| 13 de julho | Final  | Ashley Spencer | Estados Unidos | 50.50 | Recorde do campeonato |

## Medalhistas
| Ouro                 | Prata               | Bronze             |
| Ashley Spencer (USA) | Kadecia Baird (GUY) | Erika Rucker (USA) |

## Cronograma
Todos os horários são locais (UTC+1).
| Data        | Hora  | Evento        |
| ----------- | ----- | ------------- |
| 11 de julho | 10:40 | Eliminatórias |
| 12 de julho | 20:35 | Semifinal     |
| 13 de julho | 20:30 | Final         |

## Resultados

### Eliminatórias
Qualificação: Os 3 primeiros de cada bateria (Q) e os 6 tempos mais rápidos (q). 
| Posição | Bateria | Raia | Atleta                 | Nacionalidade                   | Tempo   | Notas                |
| ------- | ------- | ---- | ---------------------- | ------------------------------- | ------- | -------------------- |
| 1       | 1       | 4    | Ashley Spencer         | Estados Unidos                  | 52.58   | Q                    |
| 2       | 4       | 9    | Shaunae Miller         | Bahamas                         | 52.71   | Q                    |
| 3       | 4       | 6    | Patrycja Wyciszkiewicz | Polónia                         | 52.76   | Q, NJR               |
| 4       | 4       | 7    | Olivia James           | Jamaica                         | 52.86   | Q,                   |
| 5       | 1       | 3    | Ekaterina Renzhina     | Rússia                          | 52.92   | Q,                   |
| 6       | 5       | 4    | Chrisann Gordon        | Jamaica                         | 52.99   | Q                    |
| 7       | 5       | 6    | Kadecia Baird          | Guiana                          | 53.29   | Q                    |
| 8       | 6       | 7    | Erika Rucker           | Estados Unidos                  | 53.32   | Q                    |
| 9       | 3       | 6    | Bianca Răzor           | Roménia                         | 53.44   | Q                    |
| 10      | 6       | 8    | Justine Palframan      | África do Sul                   | 53.53   | Q                    |
| 11      | 1       | 9    | Maike Schachtschneider | Alemanha                        | 53.57   | Q,                   |
| 12      | 4       | 3    | Ella Räsänen           | Finlândia                       | 53.77   | q,                   |
| 13      | 6       | 5    | Adelina Pastor         | Roménia                         | 53.85   | Q                    |
| 14      | 2       | 6    | Rashan Brown           | Bahamas                         | 54.02   | Q                    |
| 15      | 4       | 4    | Flavia Battaglia       | Itália                          | 54.03   | q,                   |
| 16      | 5       | 8    | Abbey de la Motte      | Austrália                       | 54.03   | Q,                   |
| 17      | 1       | 7    | Joanna Mills           | Irlanda                         | 54.17   | q,                   |
| 18      | 3       | 9    | Morgan Mitchell        | Austrália                       | 54.19   | Q,                   |
| 19      | 3       | 8    | Bianka Kéri            | Hungria                         | 54.34   | Q                    |
| 20      | 2       | 5    | Alina Galitskaya       | Rússia                          | 54.55   | Q                    |
| 21      | 1       | 5    | Grace Claxton          | Porto Rico                      | 54.65   | q, NJR               |
| 22      | 5       | 7    | Viktoriya Tkachuk      | Ucrânia                         | 54.67   | q                    |
| 23      | 1       | 6    | Simone Werner          | Suíça                           | 54.70   | q,                   |
| 24      | 5       | 9    | Carina Schrempf        | Áustria                         | 54.73   | Recorde pessoal      |
| 25      | 4       | 8    | Rivinilda Mentai       | Portugal                        | 54.83   | NJR                  |
| 26      | 6       | 4    | Kateryna Slyusarenko   | Ucrânia                         | 54.88   |                      |
| 27      | 3       | 3    | Janet Seeliger         | África do Sul                   | 55.00   |                      |
| 28      | 2       | 9    | Jie Chen               | China                           | 55.04   | Q                    |
| 29      | 6       | 6    | Ines Futterknecht      | Áustria                         | 55.16   |                      |
| 30      | 3       | 5    | Christine Botlogetswe  | Botswana                        | 55.26   | Recorde pessoal      |
| 31      | 4       | 5    | Qingqing Wu            | China                           | 55.37   |                      |
| 32      | 2       | 7    | Gunta Latiševa-Cudare  | Letónia                         | 55.57   |                      |
| 33      | 2       | 8    | Olga Andreyeva         | Cazaquistão                     | 55.96   |                      |
| 34      | 3       | 4    | Danielle Alakija       | Fiji                            | 56.69   |                      |
| 35      | 6       | 3    | Jonel Lacey            | Ilhas Virgens Britânicas        | 58.87   | Recorde pessoal      |
| 36      | 2       | 2    | Princilla Tshabu Amisi | República Democrática do Congo  | 1:05.85 | Recorde pessoal      |
| 37      | 2       | 4    | Reloliza Saimon        | Estados Federados da Micronésia | 1:09.88 | Recorde da temporada |
| –       | 5       | 5    | Lucy Fortune           | Granada                         | –       | DSQ                  |
| –       | 5       | 3    | Regina Tavera          | México                          | –       | DSQ                  |
| –       | 6       | 9    | Alexandra Courtnall    | Canadá                          | –       | DSQ                  |
| –       | 2       | 3    | Florence Uwakwe        | Nigéria                         | –       | DNS                  |
| –       | 1       | 8    | Melisa Torres          | Colômbia                        | –       | DNS                  |
| –       | 3       | 7    | Omolara Omotosho       | Nigéria                         | –       | DNS                  |

### Semifinal
Qualificação: Os 2 primeiros de cada bateria (Q) e os 2 tempos mais rápidos (q). 
| Posição | Bateria | Raia | Atleta                 | Nacionalidade  | Tempo | Notas                |
| ------- | ------- | ---- | ---------------------- | -------------- | ----- | -------------------- |
| 1       | 1       | 6    | Erika Rucker           | Estados Unidos | 52.05 | Q,                   |
| 2       | 3       | 5    | Ashley Spencer         | Estados Unidos | 52.24 | Q                    |
| 3       | 1       | 4    | Kadecia Baird          | Guiana         | 52.40 | Q                    |
| 4       | 1       | 7    | Justine Palframan      | África do Sul  | 52.65 | q                    |
| 5       | 1       | 5    | Chrisann Gordon        | Jamaica        | 52.70 | q                    |
| 6       | 3       | 9    | Olivia James           | Jamaica        | 52.71 | Q,                   |
| 7       | 2       | 4    | Shaunae Miller         | Bahamas        | 52.75 | Q                    |
| 8       | 2       | 6    | Bianca Răzor           | Roménia        | 52.87 | Q                    |
| 9       | 3       | 4    | Rashan Brown           | Bahamas        | 52.88 |                      |
| 10      | 2       | 7    | Ekaterina Renzhina     | Rússia         | 52.97 |                      |
| 11      | 3       | 7    | Patrycja Wyciszkiewicz | Polónia        | 53.04 |                      |
| 12      | 1       | 9    | Adelina Pastor         | Roménia        | 53.28 | Recorde da temporada |
| 13      | 2       | 5    | Morgan Mitchell        | Austrália      | 53.88 | Recorde pessoal      |
| 14      | 1       | 8    | Abbey de la Motte      | Austrália      | 53.90 | Recorde pessoal      |
| 15      | 3       | 2    | Ella Räsänen           | Finlândia      | 54.40 |                      |
| 16      | 1       | 2    | Grace Claxton          | Porto Rico     | 54.42 | NJR                  |
| 17      | 2       | 9    | Maike Schachtschneider | Alemanha       | 54.49 |                      |
| 18      | 1       | 3    | Joanna Mills           | Irlanda        | 54.52 |                      |
| 19      | 3       | 8    | Jie Chen               | China          | 54.67 |                      |
| 20      | 2       | 8    | Bianka Kéri            | Hungria        | 54.68 |                      |
| 21      | 2       | 2    | Flavia Battaglia       | Itália         | 54.82 |                      |
| 22      | 3       | 6    | Alina Galitskaya       | Rússia         | 54.98 |                      |
| 23      | 2       | 3    | Viktoriya Tkachuk      | Ucrânia        | 55.02 |                      |
| 24      | 3       | 3    | Simone Werner          | Suíça          | 55.85 |                      |

### Final
A prova final foi realizada no dia 13 de julho ás 20:30. 
| Posição           | Faixa | Atleta            | Nacionalidade  | Tempo | Notas                 |
| ----------------- | ----- | ----------------- | -------------- | ----- | --------------------- |
| Medalha de ouro   | 6     | Ashley Spencer    | Estados Unidos | 50.50 | Recorde do campeonato |
| Medalha de prata  | 4     | Kadecia Baird     | Guiana         | 51.04 | Recorde sul-americano |
| Medalha de bronze | 5     | Erika Rucker      | Estados Unidos | 51.10 | Recorde pessoal       |
| 4                 | 7     | Shaunae Miller    | Bahamas        | 51.78 |                       |
| 5                 | 3     | Justine Palframan | África do Sul  | 51.87 | NJR                   |
| 6                 | 8     | Bianca Răzor      | Roménia        | 52.20 | Recorde da temporada  |
| 7                 | 2     | Chrisann Gordon   | Jamaica        | 52.31 | Recorde da temporada  |
| 8                 | 9     | Olivia James      | Jamaica        | 52.68 | Recorde da temporada  |

Legenda
| Recorde mundial       | Recorde mundial (World record)               |                       | Recorde africano                      | Recorde africano (African) |                                           | Q | Classificado por posição (Qualified) |
| Recorde do campeonato | Recorde do campeonato (Championship record)  | Recorde da América    | Recorde da América (Americas)         | q                          | Classificado por melhor tempo (Qualified) |   |                                      |
| Melhor marca do ano   | Melhor marca do ano (World leading)          | Recorde asiático      | Recorde asiático (Asian)              | DNS                        | Não largou (Did not start)                |   |                                      |
| Recorde nacional      | Recorde nacional (National record)           | Recorde europeu       | Recorde europeu (European)            | DNF                        | Não terminou (Did not finish)             |   |                                      |
| Recorde pessoal       | Recorde pessoal do atleta (Personal best)    | Recorde da Oceania    | Recorde da Oceania (Oceania)          | DSQ / DQ                   | Desclassificado (Disqualified)            |   |                                      |
| Recorde da temporada  | Recorde da temporada do atleta (Season best) | Recorde sul-americano | Recorde sul-americano (South America) | NM                         | Sem marca (No mark)                       |   |                                      |